# Last Concert in Japan
| 평가 점수 | 평가 점수 |
| 출처      | 점수      |
| --------- | --------- |
| Allmusic  | [ 1 ]     |

《Last Concert in Japan》은 1977년 3월, 일본에서, 1978년 유럽에서 발매된 딥 퍼플의 라이브 음반이다. 토미 볼린에게 헌정된 이 음반은 볼린을 포함한 마크 IV 라인업의 마지막 일본 콘서트를 기록한다. 1975년 12월 15일 도쿄 부도칸에서 녹음되어 일본에서 골드 인증을 달성하였다.

## 배경
이 공연에는 1만 4천 명이 참가했는데, 이는 부도칸 홀의 관람 기록이다. 이 콘서트의 일부분은 또한 16mm 필름으로 녹화되었고, 1985년 일본에서 발매된 《Rises Over Japan》 비디오에 포함되었다.
그 녹음은 실질적으로 하나의 LP에 맞게 편집되었다. 이 콘서트는 2001년에 발매된 《This Time Around: Live in Tokyo》를 위해 리메이크되어 복원되었다. 2001년 재방영된 세트 중 상당 부분을 원곡 발매에 누락시킨 것 외에, 2001년 재방영에서는 잠재적인 비디오 발매의 목적이었던 서둘러 마스터한 오디오 트랙이 원곡 출시를 재촉하는 데 사용되면서 절충된 쇼의 원래 음질을 회복하였다.
이 음반의 원래 커버는 존 로드의 오르간 솔로에서 공연된 메인 리프에 짧은 잼만 포함되었을 때 〈Woman from Tokyo〉의 라이브 버전을 포함했다고 잘못 명시했다. 이 불쾌했던 딥 퍼플 팬들은 이 잘못된 정보가 판매를 증가시키기 위한 것이라고 생각했다.
글렌 휴스는 1995년 인터뷰에서 《Last Concert in Japan》를 "훌륭한 레코드"라고 불렀다. 그는 볼린이 전날 밤 마약을 복용하고 8시간 동안 왼쪽 팔에 누워 잤기 때문에 "토미가 놀 수 없었기 때문에 결코 석방되지 말았어야 했다"고 말했다.

## 곡 목록
| #  | 제목                   | 작사·작곡                                              | 재생 시간 |
| -- | ---------------------- | ------------------------------------------------------ | --------- |
| 1. | 〈Burn〉               | 리치 블랙모어, 데이비드 커버데일, 존 로드, 이언 페이스 | 7:05      |
| 2. | 〈Love Child〉         | 토미 볼린, 커버데일                                    | 4:46      |
| 3. | 〈You Keep on Moving〉 | 커버데일, 글렌 휴스                                    | 6:16      |
| 4. | 〈Wild Dogs〉          | 볼린, 존 테사                                          | 6:06      |

| #  | 제목                   | 작사·작곡                                      | 재생 시간 |
| -- | ---------------------- | ---------------------------------------------- | --------- |
| 5. | 〈Lady Luck〉          | 커버데일, 제프 쿡                              | 5:49      |
| 6. | 〈Smoke on the Water〉 | 블랙모어, 이언 길런, 로저 글로버, 로드, 페이스 | 6:24      |
| 7. | 〈Soldier of Fortune〉 | 블랙모어, 커버데일                             | 2:22      |
| 8. | 〈Woman from Tokyo〉   | 블랙모어, 길런, 글로버, 로드, 페이스           | 4:01      |
| 9. | 〈Highway Star〉       | 블랙모어, 길런, 글로버, 로드, 페이스           | 6:50      |

## 인증
| 국가                         | 인증 | 판매량/출하량 |
| ---------------------------- | ---- | ------------- |
| 일본 (RIAJ) original release | 골드 | 100,000^      |
| 일본 (RIAJ) 1989 release     | 골드 | 100,000^      |
| ^출하량을 기반으로 한 인증   |      |               |